# Bidarahalli, Shrirangapattana
Bidarahalli là một làng thuộc tehsil Shrirangapattana, huyện Mandya, bang Karnataka, Ấn Độ.